# Молчи в тряпочку
«Молчи в тряпочку» (англ. Keeping Mum) — британская чёрная комедия 2005 года режиссёра Найла Джонсона.

## Сюжет
Действие фильма начинается с показа предыстории его основных событий. Розмари Джонс садится в поезд и сдаёт свой багаж, большой тяжёлый чемодан, в багажный вагон. Во время пути один из проводников при обходе багажного вагона замечает, что из этого чемодана на пол течёт кровь. Когда поезд прибывает на станцию, багаж Розмари досматривают, а саму её арестовывает полиция сразу после того, как при осмотре её чемодана в нём обнаруживаются два расчленённых тела мужчины и женщины. На допросе Розмари говорит, что это тела её мужа и его любовницы, которых она убила, так как её муж захотел уйти от неё к своей возлюбленной. Позже состоявшийся суд признаёт её в непредумышленном убийстве, так как в момент совершения преступления она испытала помутнение рассудка и не давала себе отчёта в своих действиях. Её приговаривают к помещению в больницу для душевнобольных преступников вплоть до того момента, пока комиссия по помилованию не решит, что она больше не представляет угрозу обществу.
Через сорок три года Розмари выпускают из больницы, и она решает встретиться со своей дочерью, которую родила уже будучи заключённой в психиатрическую больницу и которую пришлось отдать в детский дом. Поскольку её дочь, Глория, ничего не знает о своих родителях, Розмари устраивается в её дом домработницей.
Глория — жена Уолтера Гудфеллоу, викария в одном из небольших посёлков. Уолтер — очень погружённый в своё дело человек, а в последнее время все его мысли так сосредоточены на подготовке проповеди для одной из церковных встреч, что он даже не замечает возникших проблем в его семье. Его ещё несовершеннолетняя дочь каждый день приводит в дом новых парней, над его сыном в школе издеваются одноклассники, а его жена начинает увлекаться своим инструктором по гольфу из-за того, что её муж окончательно перестал обращать на неё внимание. После того, как Розмари переезжает в их дом, она начинает своими способами решать возникшие в семье проблемы. Она помогает Уолтеру с написанием проповеди, избавляется от мешающей спать своим лаем соседской собаки, а затем и от её хозяина, случайно заставшего Розмари за закапыванием трупа его питомца. Розмари помогает Пити, сыну Уолтера и Глории, проучить издевавшихся над ним одноклассников, а Холли, их дочери, переключить свою энергию на кулинарию. Тренера Глории, Ланса, Розмари застаёт за наблюдением за окном Холли, убивает его утюгом, а затем прячет тело в багажнике его же машины.
Тем не менее, Глория и её дочь вскоре узнают о том, кто такая Розмари, когда видят сюжет о её освобождении в одной из телевизионных программ. Розмари признаётся Глории в том, что она — её мать, и в совершённых ею преступлениях. Она просит Глорию помочь избавиться от трупа, утопив его в местном пруду, как она и поступила со всеми предыдущими жертвами. Глория соглашается помочь. Когда возвращается всё это время отсутствовавший из-за встречи Уолтер, они решают ничего ему не рассказывать о произошедшем.
Фильм заканчивается сценой, в которой в дом к Гудфеллоу стучатся рабочие и сообщают о том, что в местном пруду появилось слишком много водорослей и они хотят его осушить. Глория приглашает их в дом на чашку чая, а затем идёт сцена, в которой показываются тела рабочих на дне этого пруда.

## В ролях
| Актёр               | Роль                |
| ------------------- | ------------------- |
| Мэгги Смит          | Розмари Джонс       |
| Роуэн Аткинсон      | Уолтер Гудфеллоу    |
| Кристин Скотт Томас | Глория Гудфеллоу    |
| Патрик Суэйзи       | Ланс                |
| Тэмсин Эгертон      | Холли Гудфеллоу     |
| Тоби Паркес         | Пити Гудфеллоу      |
| Эмилия Фокс         | Розмари в молодости |
| Лиз Смит            | Миссис Паркер       |

## Критика
Фильм получил смешанные отзывы. На сайте Rotten tomatoes рейтинг фильма равен 56 % и составляет среднюю оценку в 5,9 балла по десятибалльной шкале. На сайте Metacritic фильм имеет рейтинг в 53 балла, основанный на отзывах 22 критиков, а на IMDb его оценка составляет 6,9 балла.

## Саундтрек
«Молчи в тряпочку: Оригинальный саундтрек от Дикона Хинчлиффа» был выпущен 21 ноября 2005 года.
| №                   | Название                                  | Композитор          | Длительность |
| ------------------- | ----------------------------------------- | ------------------- | ------------ |
| 1.                  | «Did you ever wonder why? (film version)» | Дикон Хинчлифф      | 3:31         |
| 2.                  | «Rosie Jones»                             | Дикон Хинчлифф      | 4:11         |
| 3.                  | «Gloria in bed»                           | Дикон Хинчлифф      | 1:25         |
| 4.                  | «Lance»                                   | Дикон Хинчлифф      | 1:31         |
| 5.                  | «Just a man»                              | Дикон Хинчлифф      | 0:54         |
| 6.                  | «The trunk»                               | Дикон Хинчлифф      | 1:03         |
| 7.                  | «Walter»                                  | Дикон Хинчлифф      | 1:35         |
| 8.                  | «The bike crash»                          | Дикон Хинчлифф      | 1:20         |
| 9.                  | «I don't know any girls»                  | Дикон Хинчлифф      | 2:56         |
| 10.                 | «What is going on?»                       | Дикон Хинчлифф      | 0:41         |
| 11.                 | «Will you find your way back to me?»      | Дикон Хинчлифф      | 2:06         |
| 12.                 | «The Song of Solomon»                     | Дикон Хинчлифф      | 2:50         |
| 13.                 | «Little rose petals»                      | Дикон Хинчлифф      | 2:36         |
| 14.                 | «Don't get me started»                    | Дикон Хинчлифф      | 1:26         |
| 15.                 | «A little grace»                          | Дикон Хинчлифф      | 1:46         |
| 16.                 | «The body in the boot»                    | Дикон Хинчлифф      | 1:20         |
| 17.                 | «The Jones women»                         | Дикон Хинчлифф      | 1:16         |
| 18.                 | «The death of Mrs. Parker»                | Дикон Хинчлифф      | 1:03         |
| 19.                 | «Keeping Mum»                             | Дикон Хинчлифф      | 1:45         |
| 20.                 | «Goodbye»                                 | Дикон Хинчлифф      | 1:50         |
| 21.                 | «The letter»                              | Дикон Хинчлифф      | 2:17         |
| 22.                 | «Gloria»                                  | Дикон Хинчлифф      | 2:32         |
| 23.                 | «Did you ever wonder why?»                | Дикон Хинчлифф      | 14:53        |
| Общая длительность: | Общая длительность:                       | Общая длительность: | 56:47        |